# Podlesek
Podlesek (znanstveno ime Muscardinus avellanarius) je mali glodavec iz družine polhov, ki je aktiven le ponoči.

## Način življenja
Podlesek ima odlično razvita vid in sluh, ki mu služita predvsem ponoči. Ves dan prespi v okroglem gnezdu, narejenem iz trave, listja in lubja, ki se nahaja v grmovju ali na drevesu vsaj 1 do 2 metra nad zemljo. Najdejo se pa tudi izjeme, ki si naredijo domovanje tudi na višini več kot 20 metrov. Zelo pogosto si podlesek naredi bivališče v gostem robidovju.

## Prehranjevanje
Hrani se pretežno s semeni dreves, jagodjem in brstjem, najraje pa se prehranjuje z lešniki, po katerih je tudi dobil ime. Pomladi použije tudi cvetove gloga, jeseni pa se posladka z malinami. Hrano si poišče na drevesih ali pa v grmovju.

## Razmnoževanje
Parilno obdobje se pri podleskih začne z aprilom, konča pa šele oktobra, kar jim omogoča eno do tri legla na leto. Po parjenju samica zgradi gnezdo, v katerem po 24-ih dneh skoti najpogosteje 3 do 4 gole in slepe mladiče. Samica jih po porodu le redko zapusti, pa še to če je varnost popolna. Po trinajstih dneh mladiči dobijo svoj prvi sivi kožuh. Pred osamosvojitvijo dobijo še en prehodni kožuh, ki je bolj svetel in siv. Oči odprejo šele po osemnajstih dnevih. Mladiči pri samici ostanejo po navadi okrog 40 dni, spolno zreli pa so komaj naslednje leto.

## Zimsko spanje
Podlesek je znan predvsem po svojem zimskem spancu, za katerega si naredi gnezdo v listju ali pa pod zemljo. Spanec traja od oktobra pa vse do aprila. Pred zimskem spancu si podlesek ustvari obilno maščobno zalogo, zato je dvakrat težji, kot poleti. Ko je čas za spanje se zvije v klobčič in zaspi. Srčni utrip in dihanje se upočasnita, telesna temperatura pa zniža. Ves čas spanca živi le od zaloge hrane v telesu. Če je zima topla, se podlesek večkrat prebudi in začne porabljati zalogo hitreje, kar je pa zanj smrtno nevarno, saj porabi zalogo pred aprilom.
Med zimskem spanjem lahko podleska vzamemo v roke, pa se vseeno ne bo prebudil.

## Območje razširjenosti
Živi v Evropi, izjeme so: Islandija, jug Irske, sever Skandinavije, Finska, Iberski polotok in severna ter južna Rusija. Ima tudi ozek pas razširjenosti na severu Anatolije (Turčije).
Včasih je bil zelo priljubljen in so ga ljudje imeli za hišnega ljubljenčka.